# جان (اسم فارسي)
جان بالكردية الكرمانجية هي كلمة تعني الروح أو الحياة بالكردية الكرمانجية. يتم استخدامه بشكل خاص كلاحقة تصغيرية ملحقة بالأسماء والتعبير عن الحب،و يعادل تقريبًا "عزيزي". تمت أيضًا استعارة الكلمة في العديد من لغات غرب ووسط وجنوب آسيا حيث يتم استخدامها أيضًا في مصطلحات مختلفة للتحبب و التودد الى الحبيب على سبيل : اللغة الارمنية الأرمنية ỻΡζ ، الأوزبكية جونيم، الهندية والأردية ميري جان ( मेरी जान</link> / میری جان</link> )، وكلها تعني "حياتي". يستخدم جان أيضًا كاسم معين في كردستان الكبرى وكلقب في لغة الباشتو.

## شخصيات تحمل اسم جان
- جان نزار أختار ، شاعر هندي
- جان فيشان خان ، أمير الحرب الأفغاني
- جان محمد جمالي ، بلوش من عرق سردار
- جان محمد جونيجو ، زعيم حركة الخلافة
- جان محمد خان ، سياسي أفغاني
- جان أودين ، ممثل وعارض أزياء بريطاني

## شخصيات تحمل اسم جان كاسم اوسط
- أحمد جان ثيراكوا ، موسيقي هندي

## شخضيات تحمل جان كلقب عائلة
- أحمد جان (معتقل باجرام) ، معتقل أفغاني
- أحمد جان (حاكم طالبان) ، حاكم أفغانستان
- لالاك جان ، أفراد عسكريون باكستانيون
- مولانا حسن جان ، سياسي جمعية علماء الإسلام الذي تم اغتياله
- ميان شاكر الله جان ، القاضي البشتوني وعضو قضاة محكمة الاستئناف

## أنظر أيضا
- جان (اسم)
- يناير (توضيح)